# Opuntia insularis
Opuntia insularis ist eine Pflanzenart in der Gattung der Opuntien (Opuntia) aus der Familie der Kakteengewächse (Cactaceae). Das Artepitheton insularis stammt aus dem Lateinischen, bedeutet ‚zu einer Insel gehörend‘ und verweist auf das Vorkommen der Art auf einigen der Galapagosinseln.

## Beschreibung
Opuntia insularis wächst strauchig bis baumähnlich mit einer Wuchshöhe von 1,5 bis 2,5 Metern. Ein Stamm wird kaum ausgebildet. Die grünen bis grünlich gelben Triebabschnitte sind rund, länglich oder eiförmig, 20 bis 52 Zentimeter lang, 18 bis 25 Zentimeter breit und 0,5 bis 2,5 Zentimeter dick. Die 14 bis 18 Millimeter auseinanderstehenden Areolen sind weißlich und haben einen Durchmesser von 4 bis 7 Millimeter. Die gelben Glochiden sind 4 bis 6 Millimeter lang. Die ziemlich gleich langen, 10 bis 50 Dornen sind gelb, werden im Alter rötlich braun oder dunkelbraun und sind gleichmäßig über den Trieb verteilt. Einige sind spitz andere borstig, die Mehrzahl ist 1 bis 2 Zentimeter lang, einige Dornen werden jedoch bis zu 5 Zentimeter lang.
Über die vermutlich gelben Blüten ist wenig bekannt. Die grünen Früchte sind kugelförmig, werden 2, bis 4,2 Zentimeter lang, erreichen Durchmesser zwischen 2 und 3 Zentimeter und sind mit kleinen Dornen sowie Glochiden besetzt.

## Verbreitung und Systematik
Opuntia insularis ist auf den im Kolumbusarchipel liegenden Inseln Isla Fernandina und Isla Isabela verbreitet.
Die Erstbeschreibung erfolgte 1911 durch Alban N. Stewart.

## Nachweise